# Ladislav Sokolovský
Ladislav Sokolovský (Přerov, 28 luglio 1977) è un ex cestista, allenatore di pallacanestro e dirigente sportivo ceco.
Alto 200 cm, giocava come ala.

## Carriera
Con la Rep. Ceca ha disputato i Campionati europei del 2007.

## Palmarès

### Giocatore
- Campionato ceco: 8

ČEZ Nymburk: 2004-05, 2005-06, 2006-07, 2007-08, 2008-09, 2009-10, 2010-11, 2011-12
- Coppa della Repubblica Ceca: 10

Opava: 1999, 2001, 2003
ČEZ Nymburk: 2005, 2007, 2008, 2009, 2010, 2011, 2012